# Sphenorhina ornatipennis
Sphenorhina ornatipennis är en insektsart som först beskrevs av Carl Stål 1864.  Sphenorhina ornatipennis ingår i släktet Sphenorhina och familjen spottstritar. Inga underarter finns listade i Catalogue of Life.